# Michery
Michery là một xã của Pháp,tọa lạc ở tỉnh Yonne trong vùng Bourgogne. Người dân địa phương trong tiếng Pháp gọi là Michelins.

## Các xã giáp ranh
- Tổng Pont-sur-Yonne:
Gisy-les-Nobles, Pont-sur-Yonne và Villemanoche;
- Tổng Sergines (quận Sens):
La Chapelle-sur-Oreuse, Plessis-Saint-Jean, Serbonnes và Sergines.

## Hành chính
| Danh sách các thị trưởng               |           |                      |      |         |
| Giai đoạn                              | Giai đoạn | Tên                  | Đảng | Tư cách |
| tháng 3 năm 2001                       |           | Jean-Michel Thibault |      |         |
| Tất cả các dữ liệu trước đây không rõ. |           |                      |      |         |

## Thông tin nhân khẩu
| 1882                                                 | 1962 | 1968 | 1975 | 1982 | 1990 | 1999 |
| ---------------------------------------------------- | ---- | ---- | ---- | ---- | ---- | ---- |
| 970                                                  | 503  | 549  | 529  | 571  | 718  | 845  |
| Số liệu lấy từ năm 1962: Dân số không tính hai trùng |      |      |      |      |      |      |